# Gandara and Friends
Gandara and Friends è un EP degli Snuff.

## Tracce
1. Gandara – 2:50
2. Folky Twat – 2:27
3. Auld Lang Syne – 2:52